# Catedral del Crist Salvador
La catedral del Crist Salvador (en rus: Храм Христа Спасителя, Khram Khrista Spasítelia) és un temple de l'Església ortodoxa russa situat a la ciutat de Moscou, construït en el segle xix segons el projecte de l'arquitecte Konstantín Ton. Es tracta, a més, de l'església ortodoxa més alta del món.
La catedral es troba al centre de Moscou, prop del Kremlin i sobre la riba del riu Moskvà. La construcció va durar gairebé 44 anys i el 1883 es va obrir al culte. El 1931 el temple va ser destruït fins als fonaments amb explosius, per a construir del palau dels Soviets. L'església va ser reconstruïda en la dècada dels noranta i va tornar a ser consagrada l'any 2000.

## Disseny i història
La història del temple comença amb un manifest imperial publicat el 25 de desembre de 1812, una vegada que va resultar evident que la derrota i l'expulsió de les tropes franceses era inevitable. En aquest manifest, Alexandre I decretava que es construís a Moscou un temple amb el nom del Crist Salvador en honor del qual van intervenir i van morir en la guerra de 1812 «i expressar la nostra gratitud a la providència divina per salvar Rússia del desastre que planava sobre ella», i com a monument a la valentia i als sacrificis del poble rus. El projecte inicial va dissenyar-lo l'arquitecte A.L. Witberg. La cerimònia de començament de les obres es va celebrar en un lloc de Vorobievi Gori —en aquells dies als afores de Moscou— el dia 12 d'octubre de 1817, data del cinquè aniversari de la sortida de les forces franceses de Moscou. No obstant això, la construcció no començaria fins a l'any 1825 i es va parar a la vista de les dolentes condicions que presentava el sòl, en el qual hi ha nombrosos rius subterranis.
Alexandre I va ser succeït per Nicolau I, profundament patriòtic i fervent ortodox, a qui desagradaven el neoclassicisme i la simbologia maçònica del projecte. Va encarregar al seu arquitecte preferit, Konstantín Ton, que creés un nou disseny a partir de l'església de Santa Sofia de Constantinoble. El disseny neobizantí de Ton va ser aprovat el 1832 i el tsar va assenyalar un nou emplaçament, més prop del Kremlin, el 1837. La primera pedra va ser col·locada el 1839. Després de molts anys de construcció, el temple va ser consagrat el 26 de maig de 1883, dia de la coronació del tsar Alexandre III.

## L'era soviètica
Va estar oberta al culte fins que el govern de la Unió Soviètica va triar l'emplaçament per aixecar el monument suprem de l'estat socialista, el palau dels Soviets. L'església va ser dinamitada el 1931 per ordre de Stalin. En el lloc on estava situat el temple, es va proposar construir un grandiós palau dels Soviets. D'acord amb el plànol inicial, l'alçada d'aquest monument al socialisme seria de 400 metres, l'amplària de 250 i la longitud de més de 500 metres. L'apoteosi d'aquest edifici gratacel seria una estàtua de Lenin de 100 metres d'alçària i un pes de 6.000 tones. El dit índex de l'estàtua seria de 6 metres de longitud i els muscles amidarien 32 metres. Per a subministrar l'enorme quantitat de materials i components necessaris per a una construcció d'aquesta escala, es van instal·lar diverses fàbriques a Rússia.
Des de 1939 fins a 1941, es van instal·lar els fonaments de la part principal del palau dels Soviets. Amb l'arribada de la guerra contra l'Alemanya nazi el 1941 es van parar totes les obres. El projecte del palau dels Soviets no va arribar a materialitzar-se mai per problemes econòmics, per les inundacions causades pel riu Moskvà i per l'esclat de la Segona Guerra Mundial. En els anys seixanta, durant el govern de Nikita Khrusxov, es va construir en aquest mateix lloc una gran piscina pública denominada Moskvà.

## Després de la reconstrucció
El 1988, es va crear una organització pública per a reconstruir el temple. Els organitzadors d'aquest projecte eren membres prominents de l'Església ortodoxa russa, científics, escriptors, artistes i creients. Aquesta iniciativa va incloure el suport del primer president de Rússia, Borís Ieltsin, i l'alcalde de Moscou, Iuri Lujkov. A partir d'una resolució del govern de la ciutat de Moscou, va començar la reconstrucció del temple el 1994.
Sota la direcció de l'arquitecte rus Posokhin, de l'Institut d'Arquitectura de Moscou Mosprojekt-2, van començar les construccions. El seu equip va portar a terme una complexa tasca: basant-se en el que quedava del projecte original de Ton (esbossos, mesures i fotografies), va anar prenent cos l'esquema del temple, les dimensions del qual, façana i decoració interior, haurien de ser exactament les mateixes que tenia abans de la destrucció.
L'alçada del temple des del punt més alt del sostre fins a la base és de 105 metres, la longitud i amplària majors de 91 metres. La cúpula principal té 30 metres de diàmetre, l'alçada des de la base de la cúpula fins al capdamunt de la creu és de 38 metres.
El 25 d'abril de 2007, s'hi va celebrar el funeral de Borís Ieltsin, i aquest fou el primer funeral d'estat amb participació de l'Església ortodoxa russa des de les exèquies del tsar Alexandre III el 1894. El 6 de desembre de 2008, s'hi va instal·lar la capella ardent del patriarca Aleix II.